# Сім старих та одна дівчина
«Сім старих та одна дівчина» — радянський комедійний художній фільм, знятий в 1968 році режисером Євгеном Кареловим. Остання роль в кіно актриси  Світлани Савьолової.

## Сюжет
Молоду випускницю фізкультурного інституту Олену Величко направляють працювати тренером в спортивний клуб. Вона сповнена райдужних надій. Однак замість перспективних спортсменів їй дають «групу здоров'я» — шістьох чоловіків не першої молодості, що не відрізняються ні здоров'ям, ні поступливістю. Олена намагається всіляко позбутися своїх підопічних. Вона дає їм то сміхотворно легкі, то непосильні навантаження, кричить, грубить — словом, намагається зробити так, щоб її звільнили, а це складно: за радянським законодавством звільнити молодого фахівця можна було тільки за дуже серйозний проступок. Скоро до групи з шести «старих» приєднується сьомий — студент Володя Тюпін. Йому подобається Олена, і він намагається сподобатися їй. Володя всіляко намагається допомогти дівчині здійснити її план: як може, розвалює групу зсередини і дискредитує тренера. Але на ділі все виходить навпаки: «старі» переймаються щирою симпатією до свого інструктора і щосили намагаються бути на висоті. У фіналі всі семеро потрапляють в екстремальну ситуацію (на їхніх очах грабують інкасаторів) і виявляється, заняття Олени не пройшли даром — «старі» не тільки фізично зміцніли, але й згуртувалися в дружну команду.
Фільм знятий за мотивами естонської кінокомедії 1968 року "Mehed ei nuta" ("Чоловіки не плачуть").

## У ролях
- Світлана Савьолова — Олена Петрівна Величко, тренер-початківець
- Валентин Смирнитський — Володимир Тюпін, «старий» — студент-заочник
- Борис Чирков — Володимир Миколайович Яковлєв, «старий» — великий начальник
- Микола Парфьонов — Сухов, «старий» — начальник поменше
- Борис Новиков — Степан Петрович Бубнов, «старий» — сантехнік
- Олексій Смирнов — Масленников, «старий» — оперний співак
- Анатолій Адоскін — Анатолій Сидоров, «старий» — безнадійний холостяк
- Олександр Беніамінов — Сергій Сергійович Анісов, «старий» — інкасатор
- Євген Весник — директор спортивного клубу
- Георгій Віцин — грабіжник № 1 («Боягуз»)
- Юрій Нікулін — грабіжник № 2 («Бовдур»)
- Євген Моргунов — грабіжник № 3 («Бувалий»)
- Анатолій Папанов — юрисконсульт
- Ніна Агапова — Кравцова, лікар
- Георгій Тусузов — Мурашко, професор
- Тетяна Бєстаєва — Жанет, француженка, наречена Анатолія Сидорова
- Петро Савін — начальник Анісова
- Анатолій Обухов — Гриша, громила
- Володимир Кенігсон — озвучування Луї де Фюнеса
- Владислав Линковський — соліст пісні «Здійсніть диво» (вокальний квартет «Акорд», за кадром)
- Зоя Харабадзе — виконання пісні «Здійсніть диво» (вокальний квартет «Акорд», за кадром)

## Знімальна група
- Автори сценарію:  Євген Карелов,  Альберт Іванов
- Режисер:  Євген Карелов
- Оператор:  Сергій Зайцев
- Художник:  Михайло Карташов
- Композитор:  Євген Птичкін